# Mathis Type LH
La Type LH era un'autovettura di fascia medio-alta, prodotta tra il 1925 ed il 1926 dalla Casa automobilistica francese Mathis.

## Profilo
La Type LH è stata una delle Mathis meno conosciute di sempre: prodotta in un arco di tempo molto breve, ebbe però il primato di essere stata la prima Mathis con motore ad 8 cilindri. Per il resto non si sa moltissimo su questa vettura che comparve e scomparve dai listini senza neanche dare il tempo di farsi notare. Incerta, per esempio, è l'origine del suo telaio, ma quasi sicuramente si tratta dello stesso utilizzato anche per la Type SBO, da 2.85 m di passo. Il motore era di cilindrata piuttosto bassa per essere un 8 cilindri: solo 1719 cm³. Tale motore, derivato dal 6 cilindri montato sulla Type L, erogava una potenza massima di 35 CV e disponeva di distribuzione ad asse a camme in testa. La velocità massima era di oltre 100 km/h.

Già nel 1926 fu tolta di produzione, ma la sua eredità sarà raccolta dalla Emy6 nelle sue versioni di cilindrata minore.